# Shaun O'Boyle
Shaun O'Boyle es un divulgador científico, productor de podcasts y activista irlandés, conocido sobre todo por su labor de promoción de la ciencia y de mejora de la representación de los científicos LGBT. Fue presidente y uno de los organizadores de la Marcha Irlandesa por la Ciencia y también fundó House of STEM, cuyo objetivo es poner en contacto a científicos LGBT en Irlanda.

## Trayectoria
O'Boyle creció en el Condado de Donegal y se licenció en Fisiología en Universidad de Galway. También realizó allí su doctorado en Biología del desarrollo entre 2003 y 2008, donde investigó los primeros genes que se "activan" en el embrión de pez cebra en desarrollo. Realizó una investigación postdoctoral entre 2009 y 2010 en la Universidad Colegio Dublín, trabajando con Kay Nolan en la evolución de la impronta genómica. Posteriormente, trabajó en la Science Gallery Dublin de 2011 a 2016 en diversos roles y también produjo el programa Futureproof para la estación de radio Newstalk de 2010 a 2013.
En 2013, fundó la productora de audio Bureau con el artista Maurice Kelliher. Bureau ha realizado documentales radiofónicos y pódcast sobre diversos temas para: BBC Radio 4, Documentaries on Newstalk, Science Gallery Dublin/International, Irish Design 2015, LGBT History Month UK, Inspirefest, Festival of Curiosity, UCD/Science Foundation Ireland y para el Servicio Mundial de la BBC. Sus documentales y podcasts presentan una amplia gama de voces y temas, y han recibido numerosos reconocimientos.
Creó House of STEM en 2017 para conectar y abordar los problemas a los que se enfrentan los científicos LGBT en Irlanda. En 2018, ayudó a crear el Día LGBT STEM, en el que un grupo de organizaciones nacionales e internacionales colaboraron para desarrollar una iniciativa de concienciación para las personas LGBT que trabajan en Ciencia, Tecnología, Ingeniería y Matemáticas. El Día LGBT STEM se celebra anualmente el 5 de julio.